# James Erisey

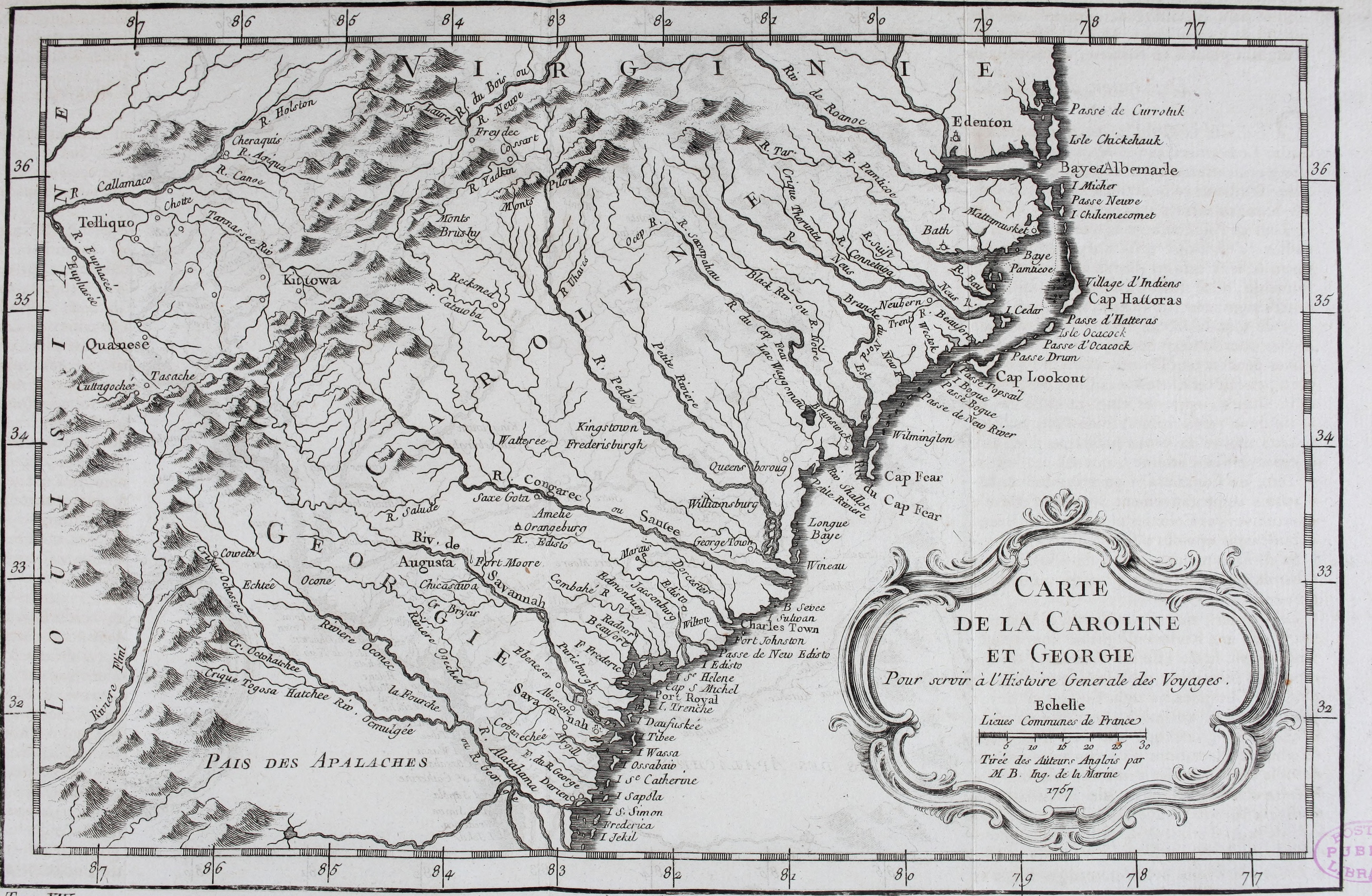
Carte des côte de Caroline du Nord (1746) ou se trouve l'île Roanoke près du Baye d'Albemarle.

James Erisey est un corsaire anglais du XVIe siècle ayant navigué avec Francis Drake. 

## Biographie
James Erisey est né au manoir d'Erisey près de Mullion en Cornouailles. 
En 1585, Francis Drake engagea James Erisey pour diriger un man-o-war, à la suite d'un message de la reine Élisabeth Ire selon lequel "les corsaires étaient libres d'attaquer les navires espagnols". 
En 1586, il faisait de nouveau partie d'une flotte dirigée par Francis Drake. Il a également été l'un des premiers colons de l'île Roanoke. James Erisey était capitaine du White Lion, un navire de guerre appartenant à Charles Lord Howard d'Effingham, qui était à l'époque Lord Amiral d'Angleterre. 
En 1588, il était à Plymouth avec Francis Drake contre la flotte d'invasion de l'Armada espagnole. Il y avait également dans la flotte de Drake Sir Richard Grenville, qui était le cousin d'Erisey.